# 黑岩守
黑岩守（日语：／ Kuroiwa Mamoru，1962年12月16日—），日本男子拳击运动员。他曾代表日本参加1986年亚洲运动会拳击比赛，获得一枚铜牌。他也曾参加1984年和1988年夏季奥林匹克运动会。